# 의문명
국제동물명명규약에서 의문명(nomen dubium, "의심스러운 이름"이라는 의미의 라틴어, 복수형은 nomina dubia)은 잘 알려지지 않았거나 그 적용이 의문스러운 학명을 의미한다.
국제 조류, 균류 및 식물 명명 규약에서 의문명은 명확히 정의된 용어는 아니지만 비공식적으로는 적용에 있어서 혼동이 있는 학명을 의미하는 용도로 사용되곤 한다. 이런 경우 동의어라고 할 수 있는 모호명(nomen ambiguum)이 더 자주 쓰인다. 식물학에서 이런 학명은 퇴출 제안을 할 수 있다.
의문명의 경우 어떤 표본이 해당 그룹에 속하는지 아닌지 결정하기 불가능할 수 있다. 원래의 모식표본들 (즉 완모식표본, 동모식표본, 총모식표본, 부모식표본 등) 이 분실 혹은 손실되었을 때 그렇다. 동물 및 식물 명명규약에서는 이 경우 새로운 모식표본, 즉 신모식표본을 지정할 수 있도록 규정하고 있다.
학명이 의문명으로 간주되는 또 다른 경우는 명명된 모식표본이 단편적이거나 종을 감별할 수 있는 중요한 특징들을 가지고 있지 않을 때이다. (화석으로만 알려진 종들 중 이런 경우가 많다) 학명의 안정성을 유지하기 위해 국제동물명명규약은 이런 경우 해당 의문명을 해소하는 새로운 모식표본, 즉 신모식표본을 지정할 수 있도록 허용하고 있다.
75.5. 감정이 불가능한 명명된 묘식표본을 신모식표본으로 대체하기. 명목상의 종을 구성하는 분류군의 정체성이 명명된 모식표본으로부터 결정되기 어렵다고 판단될 경우 (즉, 학명이 의문명일 경우) 그리고 그에 따라 안정성이나 보편성이 위협받는다고 생각될 경우, 저자는 위원회의 직권으로 [81 조] 기존의 명명된 모식표본을 무시하고 신모식표본을 지정할 것을 요청할 수 있다.
예를 들어 악어 비슷한 지배파충류인 파라수쿠스 히슬롭아이(Parasuchus hislopi) Lydekker, 1885는 주둥이 부위의 전상악골에 기반하여 기재되었는데, 이것만으로는 더 이상 파라수쿠스를 근연종과 구분할 수 없다. 따라서 파라수쿠스 히슬롭아이는 의문명이 된다. 텍사스의 고생물학자인 상카르 채터지는 완전한 골격을 새로운 모식표본으로 지정할 것을 제안하였다. 국제동물명명위원회는 2003년에 이 사안을 논의하여 원래의 모식표본을 대신해 제안된 신모식표본을 지정하기로 동의하였다.

## 같이 보기
- 학명 용어사전
- 무자격명(nomen nudum), 기재 혹은 설명 없이 제안된 학명
- 망실명(nomen oblitum), 잊혀진 학명